# Jacky Godoffe
Jacky Godoffe (ur. 21 listopada 1956 w Melun w departamencie Sekwana i Marna) – francuski wspinacz sportowy specjalizował się w prowadzeniu, wspinaczkę na czas oraz uprawiał także wspinaczkę lodową. Wicemistrz świata we wspinaczce sportowej w konkurencji na czas z 1991.

## Kariera sportowa
W 1991 we Frankfurtu nad Menem zdobył srebrny medal na mistrzostwach świata we wspinaczce sportowej w konkurencji na czas.
Uczestnik, medalistka zawodów wspinaczkowych Sportroccia we włoskiej miejscowości Bardonecchia.
Wielokrotny uczestnik, medalista prestiżowych zawodów wspinaczkowych Rock Master we włoskim Arco, gdzie zdobył 2 złote medale, w roku; 1989 oraz w 1990|.

## Osiągnięcia

### Mistrzostwa świata
| Konkurencje | 1991 |
| Prowadzenie | 1    |

### Mistrzostwa Europy
| Konkurencje | 1996 | 1998 |
| Prowadzenie | 1    | 3    |

### Rock Master
| Konkurencje | 1989 | 1990 |
| Wsp.na czas | 1    | 1    |

### Sportroccia
| Konkurencje | 1985 | 1986 |
| Prowadzenie | 2    | 3    |